# Šmrika
Šmrika és una localitat de Croàcia que es troba al Comtat de Primorje – Gorski Kotar i pertany al municipi de Kraljevica. Es troba al nord del centre administratiu del municipi. El 2011 tenia 988 habitants.